# Фрегаттен-капітан
Фрегаттен-капітан (нім. Fregattenkapitän, FKpt) — військове звання старшого офіцерського складу Військово-морських сил Німеччини різних часів (Імператорські військово-морські сили Німеччини, Рейхсмаріне, Крігсмаріне, Фольксмаріне та Бундесвер).
За військовою ієрархією звання фрегаттен-капітана розташовується за старшинством вище за військове звання корветтен-капітана та нижче за звання капітан-цур-зее.
Це звання відповідає рангу OF-4 у НАТО та еквівалентно званню підполковника Сухопутних військ та ВПС Німеччини; так само як званню капітана 2-го рангу ВМС України та званню підполковника сухопутних військ ЗСУ.